# Alter Platz (Klagenfurt am Wörthersee)

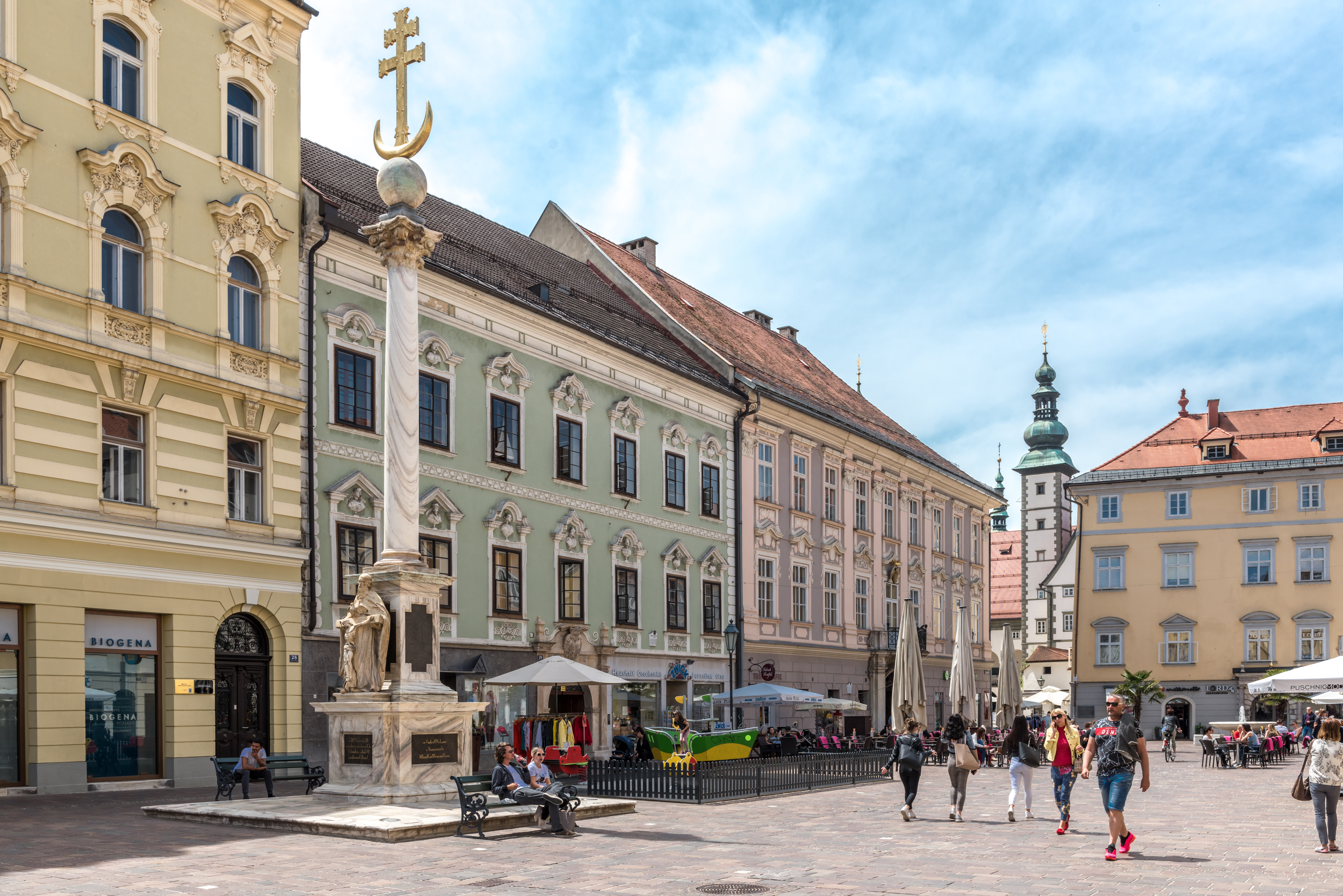
Alter Platz, Blick Richtung Westen

Der Alte Platz in Klagenfurt gilt neben dem Neuen Platz als einer der Hauptplätze der Stadt.

## Geschichte
Als Klagenfurt unter Bernhard von Spanheim Mitte des 13. Jahrhunderts von der Glanau zur heutigen Altstadt verlagert und zur Stadt erhoben wurde, entstand der Alte Platz als deren Hauptplatz entlang der Ost-West-Verbindung von Völkermarkt nach Villach. Dabei endete der Platz ostseitig am damaligen Völkermarkter Tor, während er sich nach Westen trichterförmig bis zur Goldenen Gans (Alter Platz 31) weitet, die als das älteste Gebäude der Klagenfurter Altstadt gilt und den Platz auf dieser Seite abschließt. Die wichtigere Nord-Süd-Verbindung von St. Veit und Friesach zum Loibl querte den Platz über die heutige Wiener Gasse und Kramergasse. Bezeichnet wurde er in dieser Zeit einfach als der Platz.
Mit der Stadterweiterung des 16. Jahrhunderts, die der Altstadt ihr heutiges Gesicht gab, wurde südlich der Kramergasse der Neue Platz als ein großer und rechteckiger repräsentativer Platz errichtet, den man damals als Unteren Platz bezeichnete, und den Alten Platz im Gegensatz dazu als den Oberen. Die Bezeichnung Alter und Neuer Platz bürgerte sich erst später ein. Von 1914 bis 1925 hieß der Alte Platz zu Ehren des deutschen Kaisers Wilhelm II. Kaiser-Wilhelm-Platz.
Die Goldene Gans diente früher vermutlich als Rathaus. 1737–1918 befand sich das Rathaus im Palais Welzer (Alter Platz 1), ehe es zum Neuen Platz ins Palais Orsini-Rosenberg übersiedelte.

## Gebäude und Kunstwerke
An der Südwestseite befindet sich auf Höhe Alter Platz 28 seit 1965 die Pestsäule, die davor am Heiligengeistplatz gestanden war.
An der Südwestseite, am Durchgang zum Landhaus, wurden im 18. Jahrhundert zwei Häuser zum Palais Goëss (Neuer Platz 3) zusammengefasst.
Im Haus Supersberg  (Alter Platz 4) wurde 1832 der Schriftsteller und Politiker Karl Morré geboren.